# Xavier Haegy
L'abbé François Xavier Haegy, né à Hirsingue le 2 décembre 1870 et mort à Colmar le 11 mai 1932, est un prêtre, journaliste et homme politique alsacien.
Il repose dans la chapelle Sainte-Catherine ou « Garner » de Hirsingue.

## Biographie
Antithèse parfaite de l'abbé Wetterlé, il était d'une maigreur qui mettait en joie les caricaturistes et, du fait de ses origines paysannes, se sentait plus à l'aise dans les réunions paysannes où l'on discutait en dialecte que dans les salons strasbourgeois où l'on causait en français. Ce défaut d'habitudes mondaines explique à la fois son succès dans les milieux populaires et les limites de son audience dans la bourgeoisie alsacienne, au reste largement protestante. Il n'en soutint pas moins une thèse de doctorat et, quand il fut nommé vicaire à Thann, c'était dans l'attente qu'une chaire se libérât au Grand Séminaire ; mais les œuvres du professeur Herman Schell qui avait été son maitre ayant été mises à l'Index, l'évêque de Strasbourg préféra ne pas lui confier une chaire d'exégèse. Aussi, comme Haegy était devenu rédacteur en chef de l'Oberelsässische Landeszeitung, il resta journaliste jusqu'à sa mort. Intransigeant sur le dogme, il était très ouvert aux questions sociales et soucieux de promouvoir un syndicalisme catholique afin de ne pas laisser le monde ouvrier aux mains du socialisme. Cependant « sa conception de la démocratie fut toujours cléricale » car elle devait être « un instrument de conservation ou de restauration de la société chrétienne en Alsace ».
Entré dans la politique il fut d'abord battu en 1912 par le socialiste Peirotes avant d'entrer au Reichstag à la fin de l'année à la faveur d'une élection partielle. Après la guerre il combattit vigoureusement la politique d'assimilation et de déconfessionnalisation des écoles menée par les autorités parisiennes et en 1921 créa une revue mensuelle, Die Heimat, pour y défendre « un régionalisme qui allait au-delà d'une simple décentralisation administrative ». Il finit par se rallier à la politique du Volksfront c'est-à-dire à l'alliance avec les partis autonomistes mais son attitude cléricale dressait contre lui les protestants et les libéraux. Dans son journal le protestant libéral Philippe Husser dit qu'il refuse cette « Haegymonie ».
L'abbé Haegy échoua aux élections sénatoriales complémentaires de 1929 contre Joseph Pfleger, partisan d'une certaine autonomie mais qui tenait à écarter « toute question de plébiscite, de neutralité ou d’autonomie politique ».
En hommage à son attitude « antifrançaise » les Allemands donnèrent son nom à une rue de Colmar pendant l'Occupation, ce qui ne les empêcha pas d'expulser son frère comme peu sûr et de confisquer la maison familiale. Le 9 juin 2017 le conseil municipal de Hirsingue a refusé par 11 voix contre une qu’une voie dans un nouveau quartier fût baptisée « Impasse Abbé Haegy ».